# Tschadseebecken-Kommission

Ausdehnung des Tschadseebeckens

Die Tschadseebecken-Kommission (französisch Commission du Bassin du Lac Tchad, englisch Lake Chad Basin Commission) ist eine internationale Organisation, die die Zusammenarbeit nordafrikanischer Staaten insbesondere im Bereich der Wasserversorgung und des Naturschutzes verbessern soll. Das Hauptquartier der Kommission befindet sich in N’Djamena, der Hauptstadt des Tschads.

## Geschichte
Die Kommission wurde am 22. Mai 1964 von den vier Staaten Niger, Nigeria, Kamerun und dem Tschad gegründet. 1996 trat die Zentralafrikanische Republik der Organisation bei, 2008 folgte Libyen. Weitere afrikanische Staaten haben einen Beobachterstatus inne.
Im 21. Jahrhundert strebte die Kommission eine Modernisierung ihrer Arbeitsweise an. Im Jahr 2009 wurde das Management der Kommission restrukturiert. Seit 2011 besteht außerdem eine Kooperation mit der Deutschen Gesellschaft für Internationale Zusammenarbeit (GIZ), die zu einer Verbesserung der IT-Infrastruktur und zur Erstellung moderner Datenbanken zur ökologischen und ökonomischen Entwicklung des Tschadseebeckens führen soll. Im Jahr 2015 wurde als Ergebnis dieser Bemühungen der Abschlussbericht einer umfangreichen Umweltprüfung des Gebietes vorgelegt.

## Mitgliedstaaten
Die Kommission hat aktuell sechs Mitglieder:
- Niger
- Nigeria
- Libyen (seit 2008)
- Tschad
- Zentralafrikanische Republik (seit 1996)
- Kamerun

Einen Beobachterstatus haben:
- Ägypten
- Sudan
- Demokratische Republik Kongo
- Republik Kongo

## Ziele
Die Ziele der Kommission sind vielfältiger Natur und beruhen vor allem auf einer stärkeren Zusammenarbeit der Staaten der Region. Ein wichtiges Anliegen der Organisation ist die Bewahrung des Ökosystems Tschadseebecken. Außerdem soll Frieden und Sicherheit in der Region gewährleistet werden und eine gerechte Verteilung der Wasserreserven des Tschadseebeckens erfolgen. In Streitfragen kommt der Kommission eine Schlichterrolle zwischen den Mitgliedstaaten zu.